# Guidoriccio da Fogliano
Guidoriccio da Fogliano, auch Guido Riccio da Fogliano geschrieben, (* um 1290 in Reggio nell’Emilia; † 16. Juni 1352 in Siena) war ein italienischer Condottiere.

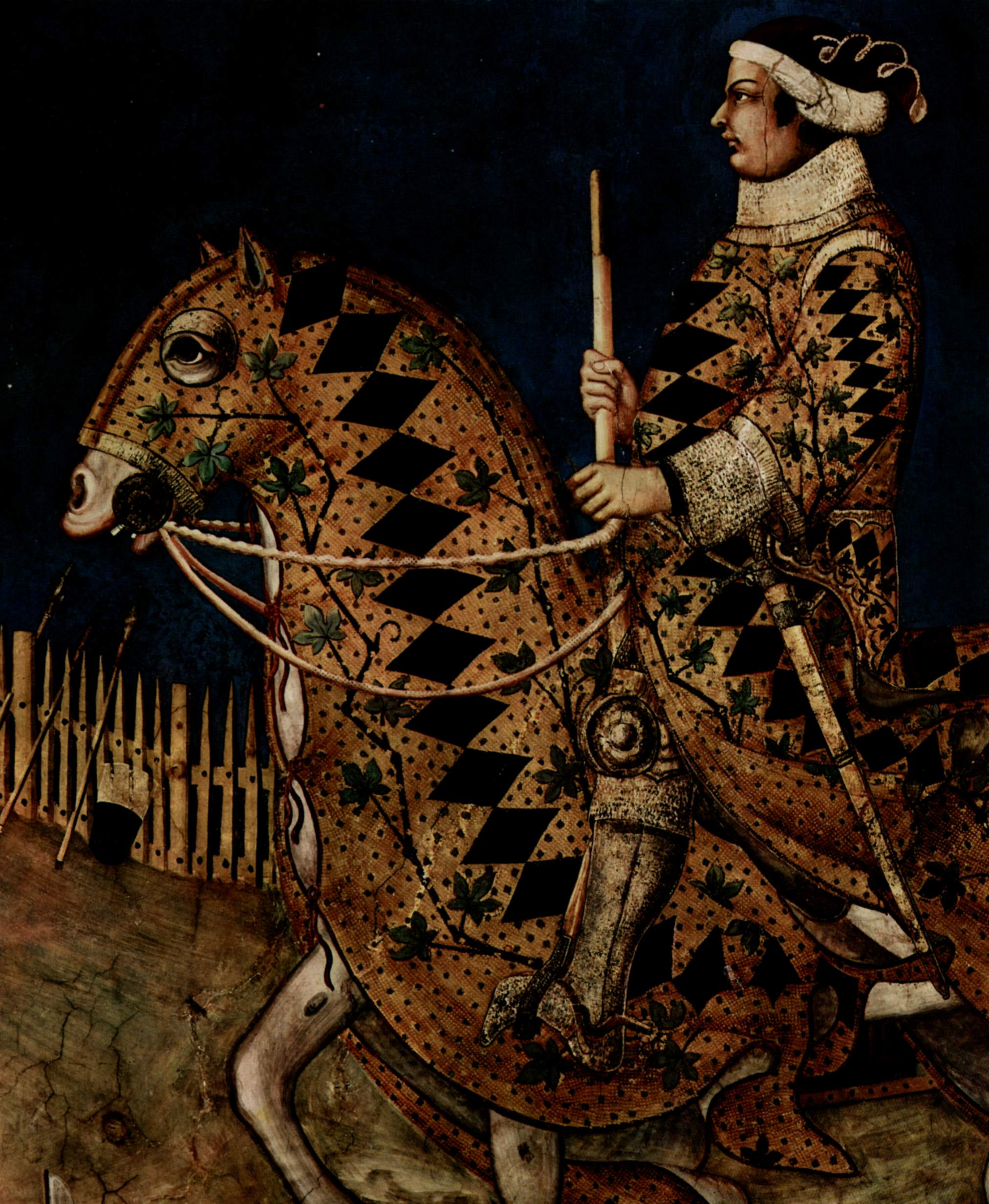
Bildnis des Guidoriccio da Fogliano (Detail aus dem Gemälde Guidoriccio da Fogliano all’assedio di Montemassi von Simone Martini)

## Leben
Guidoriccio wurde als Sohn des Niccolò da Fogliano in Fogliano (heute ein Ortsteil im Süden von Reggio nell’Emilia) geboren. Seine Brüder waren Tommaso, Giberto, Matteo, Giovanni Riccio und Guglielino.
Erstmals als militärischer Führer wird er 1324 erwähnt. Seit 1327 stand er im Auftrage der Republik von Siena, wo er sechs Jahre verblieb. In diese Zeit fällt die erfolgreiche Belagerung von Montemassi, die später im Gemälde Guidoriccio da Fogliano all’assedio di Montemassi festgehalten wurde. Danach erfolgten weitere erfolgreiche Feldzüge im Gebiet der Aldobrandeschi, wie zum Beispiel in Arcidosso, Castel del Piano, Santa Fiora und Scansano. Zu seinen letzten erfolgreichen Schlachten bei seiner ersten Dienstzeit in Siena gehörte die Einnahme der von Pisa geschützten Orte Giuncarico (heute Gemeinde Gavorrano) und Massa Marittima im Jahr 1332. Ein Jahr später kam es zu Konflikten mit der Regierung von Siena, weshalb Guidoriccio aus dem Dienst Sienas ausschied und sich Johann von Böhmen anschloss. 1335 musste der die Übernahme seiner Heimatstadt durch die Familie der Gonzaga akzeptieren und floh zu der Familie der Scaliger nach Verona. Am 5. Januar 1337 wurde er zum Podestà von Padua ernannt und blieb bis zur Gefangennahme durch Venedig im August 1338 im Amt. Nach seiner Freilassung 1339 schloss er mit den Gonzaga Frieden. 1343 kämpfte er an der Seite von Werner von Urslingen (auch Guarnieri d’Urslingen oder Duca Guarnieri genannt) in Bologna, Modena und Correggio und wurde zudem wieder in Padua dokumentiert.
1351 wurde er als Kriegsführer nach Siena zurückgerufen, wo er am 16. Juni 1352 verstarb. Er wurde am 25. Juni 1352 in der Basilica di San Domenico beigesetzt.

## GemäldeGuidoriccio da Fogliano all’assedio di Montemassi

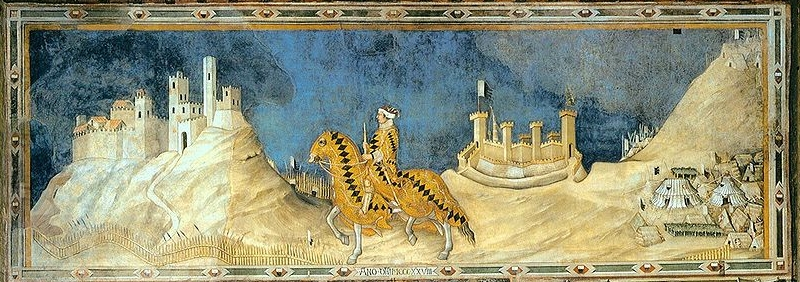
Das Gemälde Guidoriccio da Fogliano des Simone Martini im Palazzo Pubblico von Siena

Größere Bekanntheit erreichte Guidoriccio da Fogliano durch das Fresko Guidoriccio da Fogliano all’assedio di Montemassi (Guidoriccio da Fogliano bei der Belagerung von Montemassi) des Simone Martini in der Sala del Mappamondo des Palazzo Pubblico in Siena, welches sich über der Tür zur Sala della Pace (Sala dei Nove) befindet und die Maße 968 × 340 cm hat. Guidoriccio da Fogliano wird hier zentral dargestellt, die Burg linksseitig stellt Montemassi dar, die Burg halbrechts wahrscheinlich den Ortsteil Sassofortino (Roccastrada). Das Gemälde entstand nach traditioneller Forschungsansicht um 1330, wobei seit 1977, angestoßen durch die Thesen der amerikanischen Kunsthistoriker Gordon Moran und Michael Mallory, die die Urheberschaft Simone Martinis in Zweifel gezogen und das Fresko deutlich später als 1330 datiert haben, eine langanhaltende Diskussion um die Herkunft und Datierung des Gemäldes aufkam. Diese Diskussion hat in italienischen Medien ein Echo gefunden wie auch in der internationalen Presse.
Nach der Überzeugung namhafter Kunsthistoriker wie Uta Feldges und vor allem auch Max Seidel kann die These von Moran und Mallory als widerlegt gelten.